# 木乃伊みさと
木乃伊 みさと（みいら みさと、1994年9月9日 - ）は、日本のアイドル。埼玉県出身。女性アイドルグループdropの元リーダー。女性アイドルユニット『ゑんら』のメンバー。旧名、三嵜 みさと（みさき みさと）。

## 略歴
日本ツインテール協会にてモデルとして活動していたが、同会会長の古谷完に誘いを受け、杉野静香，滝口ひかりらとともにアイドルグループdropのリーダーとしてデビュー。
アイドル活動以外にも作詞作曲やDJ（DJさばかん）など活動の場を広げる。
2017年11月11日、東京・ディファ有明公演にてdropを卒業。以降は木乃伊（みいら）みさとと改名し活動する。
2018年6月13日、プラチナムプロダクション所属となる。
2021年5月29日公開の映画『あ・く・あ 〜ふたりだけの部屋〜』では主題歌『朝が落ちてくる』の歌唱を担当する。以降、ソロでの名義はすべて平仮名の「みいらみさと」名義を使用。2022年7月27日には『朝が落ちてくる』を含むソロアルバムを発売。

## 人物
お絵かきとアニメが好き。アニメにハマったキッカケは高校時代に観た『とらドラ!』である。

## 作品

### 配信楽曲
- 朝が落ちてくる (2021年)
- 微熱ソーダ (2022年)

### アルバム
- 甘い海（2022年7月27日、FABTONE RECORDS）

## 出演

### PV
- YOOKs『tabacco』[4]
- みらい文庫ちゃんねる 『うっかりオリンピック』PV

## 書籍

### 掲載
- ツインテールと機関銃 （2014年3月7日、ファミマ・ドット・コム）[7]
- カープガール （2014年8月29日、マイナビ）[8]
- GOTHIC & LOLITA BIBLE Vol.54 （2014年11月25日、モール・オブ・ティーヴィー）[9]
- アイドル最前線2015 （2015年2月16日、洋泉社）[10]
- GOTHIC & LOLITA BIBLE Vol.55 （2015年 8月24日、モール・オブ・ティーヴィー）[11]
- ナツ☆イチッ！ ～この夏、輝くアイドル全員集合～ （2016年7月25日、集英社）[12]